# Ōsawa Gakyū
Pour les articles homonymes, voir Osawa.
Ōsawa Gakyū est un nom japonais traditionnel ; le nom de famille (ou le nom d'école), Ōsawa, précède donc le prénom (ou le nom d'artiste).
Ōsawa Gakyū (大澤 雅休) est un peintre japonais des XIXe – XXe siècles, né en 1890, mort en 1953. Ses origines ne sont pas connues.

## Biographie
Toute la première partie de son œuvre est détruite au cours des bombardements de Tokyo en 1945. Se remettant au travail, il participe en 1954 à l'Exposition de calligraphie japonaise au musée d'Art moderne de New York. À la veille de sa mort, le Salon National de Tokyo refuse l'une de ses œuvres, en raison de la liberté de son écriture.

À partir de 1933, il se consacre exclusivement à la calligraphie ; suivant d'abord l'enseignement du maître Tenrai Hidai, qui est considéré comme le précurseur de l'école moderne de calligraphie japonaise ayant établi un pont entre les représentations calligraphiques traditionnelles, tant du point de vue de la technique manuelle que du point de vue des sujets représentés avec les expressions abstraites contemporaine.

Le peintre Pierre Alechinsky qui étudie très spécialement les calligraphes japonais, réalise au Japon même, un film sur ce sujet, le considérant comme un novateur important.